# 上新了·故宫
《上新了·故宫》是中国北京故宫博物院和北京电视台出品、华传文化联合出品、春田影视制作的文化季播节目。原订计划会制作三季，每季10期，第三季播出时正是故宫建成600周年、故宫博物院建院95周年。第一季于2018年11月9日起，每周五21:05在北京卫视和爱奇艺同时播出，並於2019年1月11日收官。

## 节目内容
节目获权在北京故宫内录制，开场由故宫博物院院长单霁翔客串亮相，向节目中推荐一个文创主题。
首季由两位艺人邓伦和周一围饰演在“上新研究所”担任故宫文创新品开发员的故宫兄弟，第二季由张鲁一接替周一围的角色。故宫兄弟接到院长发布的任务后，将兵分两路搜集资料、与节目嘉宾近距离探索故宫的未开放区域，随同故宫专家寻找故宫的秘密，征选符合有关主题的创意设计，同时邀请设计师和高校学生开发文创新品。
每集节目会聚焦一位历史人物，探索人物在故宫中生活的蛛丝马迹，部分场景中还有穿插短剧，穿越“新”“故”之间，表演出当时宫廷人物的情境，演员在剧中使用的道具和穿著的服饰，皆是根据考证还原。
每集中会有不同的飞行来宾登场，包括：宁静、蔡少芬、王丽坤等人，其中绝大部分都饰演过古装剧角色。

## 节目列表
节目包括两个环节，“上新了故宫”主持人和嘉宾在故宫实地探索，“上新时间”推出文创新品。

### 第一季
第一季由邓伦和周一围饰演故宫文创新品开发员，御猫鲁班和人工智能小助手蛋蛋担任旁述。
| 集数 | 主题                   | 历史聚焦           | 场景                                                             | 上新文创                 | 飞行嘉宾                       | 首播           | CSM52收视率（％）                            | 市场份额（％）                             |
| ---- | ---------------------- | ------------------ | ---------------------------------------------------------------- | ------------------------ | ------------------------------ | -------------- | -------------------------------------------- | ------------------------------------------ |
| 1    | 乾隆的秘密花园         | 乾隆帝             | 东华门、九龙壁、宁寿宫花园、竹香馆、符望阁、倦勤斋               | 江南美什件               | 蔡少芬                         | 2018年11月9日  | #2 上新了故宫（0.905） #4 上新时间（0.496）  | #2 上新了故宫（3.77） #4 上新时间（2.65）  |
| 2    | 百年前紫禁城的演出     | 宫廷戏台           | 角楼、冰窖、故宫文物医院、畅音阁、阅是楼                         | 畅心睡眠系列             | 王丽坤                         | 2018年11月16日 | #2 上新了故宫（0.587） #4 上新时间（0.398）  | #2 上新了故宫（2.53） #4 上新时间（2.35）  |
| 3    | 紫禁城的学霸           | 康熙帝             | 上书房、武英殿、浴德堂、南大库                                   | 日晷西洋钟               | —                              | 2018年11月23日 | #2 上新了故宫（0.654） #3 上新时间（0.477）  | #2 上新了故宫（2.57） #3 上新时间（2.22）  |
| 4    | 钮祜禄氏进阶史         | 崇庆皇太后         | 皇极殿、景仁宫、寿康宫、延禧宫、珍宝馆、御花园                   | 珍熹首饰                 | 袁姗姗                         | 2018年11月30日 | #1 上新了故宫（0.955） #3 上新时间（0.732）  | #1 上新了故宫（3.64） #3 上新时间（3.54）  |
| 5    | 紫禁城中一位传奇的母亲 | 孝庄皇太后与顺治帝 | 太和殿、慈宁宫、武备馆、保和殿、承乾宫                           | 紫禁熏                   | 宁静                           | 2018年12月7日  | #1 上新了故宫（0.853） #5 上新时间（0.507）  | #1 上新了故宫（3.37） #5 上新时间（2.56）  |
| 6    | 紫禁城里的零零后       | 溥仪、婉容和文绣   | 养性斋、#建筑\|丽景轩、储秀宫                                    | “仪”副耳机               | 邬君梅                         | 2018年12月14日 | #2 上新了故宫（0.714） #4 上新时间（0.445）  | #2 上新了故宫（2.97） #4 上新时间（2.46）  |
| 7    | 乾隆最宠爱的小公主     | 固伦和孝公主       | 漱芳斋、御景亭、静怡轩                                           | 十公主童顽故宫益智游戏棋 | 关晓彤、紀美伊（小山竹，客串） | 2018年12月21日 | #1 上新了故宫（0.898） #3 上新时间（0.512）  | #1 上新了故宫（3.98） #3 上新时间（3.24）  |
| 8    | 紫禁城里的书城         | 藏书阁             | 摛藻堂、文渊阁、寿安宫（故宫图书馆）                             | 山海文渊文具包           | 王艳                           | 2018年12月28日 | #1 上新了故宫（0.622） #3 上新时间（0.348）  | #1 上新了故宫（2.64） #3 上新时间（2.09）  |
| 9    | 故宫文物历险记         | 国宝南迁事件       | 乾清宫、钟表馆、景仁宫、宝蕴楼、文物管理处、宁寿宫石鼓馆、九龙壁 | 九龙坛                   | 韩丹彤及陈建斌                 | 2019年1月4日   | #2 上新了故宫（0.666） #9 上新时间（0.335）  | #2 上新了故宫（2.72） #9 上新时间（1.87）  |
| 10   | 故宫文创上新盛典       | —                  | —                                                                | —                        | —                              | 2019年1月11日  | #7 上新了故宫（0.502） #10 上新时间（0.330） | #7 上新了故宫（1.91） #10 上新时间（1.56） |

### 第二季
第二季中邓伦仍旧饰演故宫文创新品开发员，张鲁一接替周一围成为新上任的新品开发员，马雪阳饰演文创店店长，御猫鲁班、鲁达和花花担任旁述。
| 集数 | 主题                         | 历史聚焦                                       | 场景                                                                                             | 上新文创                             | 飞行嘉宾       | 首播           | CSM59收视率（％）                           | 市场份额（％）                            |
| ---- | ---------------------------- | ---------------------------------------------- | ------------------------------------------------------------------------------------------------ | ------------------------------------ | -------------- | -------------- | ------------------------------------------- | ----------------------------------------- |
| 11   | 探索五百九十九年前的紫禁城   | 明故宫                                         | 故宫古建部、午门、太和殿、粹宫、南三所                                                           | 故宫星辰时光旅行系列                 | 马天宇         | 2019年11月8日  | #3 上新了故宫（0.596） #7 上新时间（0.399） | #3 上新了故宫（2.67） #7 上新时间（2.46） |
| 12   | 走进乾隆的艺术世界           | 乾隆鉴赏书画御印、《大禹治水图》玉山、乾隆藏玉 | 乐寿堂廊壁、故宫文物医院、珍宝馆、乐寿堂南厅、东暖阁、颐和轩、武英殿                             | 繁花密语配饰系列眼镜                 | 黄志忠、宋祖儿 | 2019年11月15日 | #3 上新了故宫（0.636） #7 上新时间（0.421） | #3 上新了故宫（2.96） #7 上新时间（2.74） |
| 13   | 紫禁城里的“宇宙全人”         | 雍正帝和怡亲王胤祥                             | 永和宫（御医药馆）、景运门、乾清门、军机处、珍宝馆、武备馆                                       | 养心怡然系列套盒                     | 吴尊、袁弘     | 2019年11月22日 | #2 上新了故宫（0.815） #7 上新时间（0.493） | #2 上新了故宫（3.56） #7 上新时间（2.93） |
| 14   | 解秘《韩熙载夜宴图》         | 《韩熙载夜宴图》                               | 故宫书画部、荣宝斋、版库、故宫文物医院                                                           | 天音服饰系列                         | 杨幂、高晓松   | 2019年11月29日 | #1 上新了故宫（1.181） #3 上新时间（0.868） | #1 上新了故宫（4.75） #3 上新时间（4.61） |
| 15   | 紫禁城里的虚拟世界           | 线法通景画                                     | 乾隆花园、竹香馆、玉粹轩、倦勤斋、长春宫                                                         | 天香雀舞多宝格                       | 杜淳、宋轶     | 2019年12月6日  | #3 上新了故宫（0.768）                      | #3 上新了故宫（3.31）                     |
| 16   | 寻找郑和带回来的神秘礼物     | 明代瓷器                                       | 慈宁门、雕塑馆、乾清门、斋宫、景仁宫、保和殿东庑、万紫千红——中国古代花木题材文物特展（午门展厅） | 碧海青心水具系列                     | 王刚、严屹宽   | 2019年12月13日 | #1 上新了故宫（1.159） #3 上新时间（0.918） | #1 上新了故宫（4.64） #3 上新时间（4.65） |
| 17   | 尋找紫禁城里的宮中之宮       | 故宫原状陈列展示及未完工建筑研究保护和修复项目 | 毓庆宫、延禧宫、灵沼轩（水晶宫）                                                                 | 念念光陰知不足系列、念念光陰知足系列 | 陈柏霖、蒋梦婕 | 2019年12月20日 | #1 上新了故宫（1.160） #5 上新时间（0.957） | #1 上新了故宫（4.96） #5 上新时间（5.65） |
| 18   | 紫禁城的主人是如何重農親耕的 | 皇帝重农亲耕                                   | 东北角楼、护城河、中和殿、先农坛、乾清门广场、交泰殿、承乾宫（青铜器馆）                         | “朕想吃”堅果大禮包                   | 佟丽娅、郑元畅 | 2019年12月27日 | #3 上新了故宫（0.766） #8 上新时间（0.447） | #3 上新了故宫（3.12） #8 上新时间（2.40） |
| 19   | 尋找紫禁城隱含的祈愿         | 北斗七星、龟蛇玄武、甲骨、瑞兽                 | 东南角楼、金水河、万岁山、养性殿、东暖阁、建福宫、銮仪卫                                         | “正大光萌”祥瑞系列                   | 沈月、林依轮   | 2020年1月3日   | #2 上新了故宫（0.878） #4 上新时间（0.682） | #2 上新了故宫（3.47） #4 上新时间（3.67） |
| 20   | 尋找紫禁城里的“冬至暖陽”     | 冬至                                           | 乾清宫、坤宁宫、东暖阁（洞房）、静怡轩、寿康宫、天坛皇穹宇、颐和园十七孔桥                       | “暖陽春信”床品系列                   | 杨颖           | 2020年1月10日  | #1 上新了故宫（1.297） #2 上新时间（1.100） | #1 上新了故宫（4.82） #2 上新时间（5.51） |

### 第三季
第三季中邓伦仍旧饰演故宫文创新品开发员，魏晨、聶遠接替張魯一成为新上任的新品开发员。
| 集数 | 主题                          | 历史聚焦                         | 场景                     | 上新文创                     | 飞行嘉宾 | 首播           | CSM59收视率（％） | 市场份额（％） |
| ---- | ----------------------------- | -------------------------------- | ------------------------ | ---------------------------- | -------- | -------------- | ----------------- | -------------- |
| 21   | 探尋紫禁城600年生生不息的印記 | 宋徽宗                           | 太和殿、欽安殿           | 帆布鞋「青雲躍」、「雲山履」 |          | 2020年10月24日 | 0.881             | 3.51           |
| 22   | 探尋故宮傳世文物的回歸之路    | 尋找與故宮「二次結緣的神奇動物」 | 景仁宮、慈寧宮           | 桌面潮玩擺件「萌之歸寶」     | 雷佳音   | 2020年10月31日 | 0.818             | 2.983          |
| 23   | 找尋「穿越古今的樂天派」      | 蘇軾                             | 鐘淬宮、乾隆花園、文華門 | 服飾 「江月一粟」            | 李沁     | 2020年11月7日  | 1.417             | 5.047          |
| 24   | 探索故宮裡的鏡像傳奇          | 乾隆皇帝                         | 寧壽宮花園、建福宮花園   |                              | 郭京飛   | 2020年11月14日 | 1.094             | 3.854          |

## 幕后
此前，类似的综艺节目都是在摄影棚内摄制，《上新了·故宫》摄制团队经过多番策划，获得授权在故宫内未开放区域进行实景拍摄。

## 获奖
2019年6月14日，《上新了·故宫》（第一季）在第25届上海电视节白玉兰奖颁奖典礼获得“最佳电视综艺节目”。2020年9月28日，《上新了·故宫》在第26届电视文艺星光奖“电视文艺栏目奖”获得“优秀电视文艺栏目”。

## 观后感
普罗观众对节目的观感多有褒扬，《人民日报》评论认为其“有新意、有新知，用创意让故宫焕发出新的意趣。”但在另一方面，节目也被指称过度商业化、通过节目方式和明星效应卖周边衍生产品，且生硬地穿插植入广告。

## 逸事
故宫博物院院长单霁翔在首集开场介绍故宫中有将近200只“故宫猫”，故宫的工作人员将它们视为同事，因为有这些猫，所以故宫内没有老鼠为患。
节目中由御猫鲁班担任旁述之一（幕后另有配音），解说故宫的历史典故；实际上，这只猫不是真正的“故宫猫”，而是一只专业猫演员。 另一位旁述是人工智能小助手蛋蛋，正体是阿尔法蛋机器人。